# Parijs-Tours 1980
De Grote Herfstprijs 1980 ofwel, de 74ste editie van Parijs-Tours werd verreden op zondag 28 september 1980. De wedstrijd had een lengte van 228,5 kilometer, startte in Blois en eindigde in Chaville.
De Belg Daniel Willems passeerde solo de eindstreep.
Deze wedstrijd was de onderdeel van de Super Prestige Pernod.

## Uitslag
| Plaats  | Naam             | Ploeg                             | Tijd     |
| ------- | ---------------- | --------------------------------- | -------- |
| Winnaar | Daniel Willems   | IJsboerke-Warncke Eis-Koga Miyata | 5u47'06" |
| 2       | Alain Vigneron   | Les Amis du Tour de France        | + 0'28"  |
| 3       | Eddy Vanhaerens  | Lano-Boule d'Or                   | z.t.     |
| 4       | Fons De Wolf     | Lano-Boule d'Or                   | z.t.     |
| 5       | Etienne De Wilde | Splendor-Admiral-TV Ekspres       | z.t.     |
| 6       | Jacques Bossis   | Peugeot-Esso-Michelin             | z.t.     |
| 7       | Hubert Mathis    | Miko-Mercier-Vivagel              | z.t.     |
| 8       | Yvan Lamote      | Eurobouw-Cambio-Rino-Rossin       | z.t.     |
| 9       | Jos Jacobs       | IJsboerke-Warncke Eis-Koga Miyata | z.t.     |
| 10      | Phil Anderson    | Peugeot-Esso-Michelin             | z.t.     |
|         |                  |                                   |          |
| 23      | Hennie Kuiper    | Peugeot-Esso-Michelin             | z.t.     |

1896 · 
1897 · 
1898 · 
1899 · 
1900 · 
1901 · 
1902 · 
1903 · 
1904 · 
1905 · 
1906 · 
1907 · 
1908 · 
1909 · 
1910 · 
1911 · 
1912 · 
1913 · 
1914 · 
1915 · 
1916 · 
1917 · 
1918 · 
1919 · 
1920 · 
1921 · 
1922 · 
1923 · 
1924 · 
1925 · 
1926 · 
1927 · 
1928 · 
1929 · 
1930 · 
1931 · 
1932 · 
1933 · 
1934 · 
1935 · 
1936 · 
1937 · 
1938 · 
1939 · 
1940 · 
1941 · 
1942 · 
1943 · 
1944 · 
1945 · 
1946 · 
1947 · 
1948 · 
1949 · 
1950 · 
1951 · 
1952 · 
1953 · 
1954 · 
1955 · 
1956 · 
1957 · 
1958 · 
1959 · 
1960 · 
1961 · 
1962 · 
1963 · 
1964 · 
1965 · 
1966 · 
1967 · 
1968 · 
1969 · 
1970 · 
1971 · 
1972 · 
1973 · 
1974 · 
1975 · 
1976 · 
1977 · 
1978 · 
1979 · 
1980 · 
1981 · 
1982 · 
1983 · 
1984 · 
1985 · 
1986 · 
1987 · 
1988 · 
1989 · 
1990 · 
1991 · 
1992 · 
1993 · 
1994 · 
1995 · 
1996 · 
1997 · 
1998 · 
1999 · 
2000 · 
2001 · 
2002 · 
2003 · 
2004 · 
2005 · 
2006 · 
2007 · 
2008 · 
2009 · 
2010 · 
2011 · 
2012 · 
2013 · 
2014 · 
2015 · 
2016 · 
2017 · 
2018 · 
2019 ·
2020 ·
2021 ·
2022 ·
2023 ·
2024 ·
2025